# Mgła
Mgła — польський блек-метал-гурт з Кракова, заснований 2000-го року Міколаєм Жентарою, сином Едварда Жентари.

## Історія
Гурт був заснований як студійний проєкт у 2000 році в Кракові вокалістом та мультиінструменталістом Міколаєм «M.» Жентарою у співпраці з барабанщиком Даріушем «Дареном» Пайпером. Дарен покинув гурт у 2006 році, і його замінив Мацей «Darkside» Ковальський. 2008 року гурт підписав контракт з Northern Heritage Records і випустив свій дебютний альбом Groza.
У 2012 році, після випуску With Hearts Toward None, гурт розпочав тур в підтримку альбому. Для живих виступів вони залучили басиста The Fall і гітариста Silencer.  У 2015 році Silencer покинув групу і був замінений E.V.T. У цьому ж році вийшов третій студійний повноформатний альбом Exercises in Futility.
21 жовтня 2018 року гурт оголосив, що працює над своїм четвертим студійним альбомом і що він вийде у 2019 році.  Новий альбом отримав назву Age of Excuse і вийшов 2 вересня 2019 року на Bandcamp гурту і на компакт-диску через свій лейбл No Solace. Гурт оголосив про європейський тур на підтримку альбому, який тривав протягом вересня 2019 року.

## Склад
Поточні учасники
- Міколай «M.» Жентара — вокал, ритм-гітара (2000-дотепер)
- Мацей «Darkside» Ковальськи — ударні (2006-дотепер)

Колишні учасники
- Даріуш «Daren» Пайпер — ударні (2000-2006)

### Концертні музиканти
Поточні учасники
- Міхал «The Fall» Степень — бас-гітара, бек-вокал (2012-дотепер)
- Пйотр «E.V.T.» Дземський — соло-гітара, бек-вокал (2015-дотепер)

Колишні учасники
- Silencer/Lazarus — соло-гітара, бек-вокал (2012-2015)

## Дискографія

### Альбоми
- Groza, 2008
- With Hearts Toward None, 2012
- Exercises in Futility, 2015
- Age of Excuse, 2019

### EP
- Presence (2006)
- Mdłości (2006)
- Further Down the Nest (2007)

### Компіляції
- Mdłości + Further Down the Nest (2007)
- Presence / Power and Will (2013)